# Juscorps
Juscorps är en kommun i departementet Deux-Sèvres i regionen Nouvelle-Aquitaine i västra Frankrike. Kommunen ligger i kantonen Prahecq som tillhör arrondissementet Niort. År 2022 hade Juscorps 380 invånare.

## Befolkningsutveckling
Antalet invånare i kommunen Juscorps
| Referens: INSEE |